# Bildungsparadox
Mit dem Ausdruck Bildungsparadox(on) oder Qualifizierungsparadox(on) wird die Erscheinung bezeichnet, dass durch eine Erhöhung des Bildungsniveaus einer Gesellschaft eine damit unter anderem angestrebte Erhöhung der Berufschancen nicht erreicht wird, sondern traditionell vorhandene Privilegien bessergestellter Kreise erhalten bleiben und sogar verstärkt werden.

## Bildungsexpansion
Der Begriff der Bildungsexpansion bezeichnet in diesem Zusammenhang das Phänomen, dass mehr Kinder eine längere Ausbildung genießen und höhere Bildungsabschlüsse erzielen können, als es ihren Eltern möglich war. Diese sogenannte Bildungsexpansion wird in vielen Ländern beobachtet. Umstritten ist dabei, welche Ursachen und Folgen sie hat. Dabei geht es unter anderem um die Frage, wie sie mit einem anderen Effekt, nämlich einer zunehmenden Ungleichverteilung von Berufschancen, zusammenhängt.
Lothar Böhnisch bestimmte 1994 das Bildungsparadox wie folgt:

„In den Sozialwissenschaften ist aber seit Jahren jener als 'Bildungsparadoxon' betitelte Umstand bekannt, daß in der Krise der Arbeitsgesellschaft schulische Bildungsabschlüsse längst nicht mehr entsprechende berufliche Chancen garantieren, daß aber andererseits wiederum diejenigen eher mit Arbeitslosigkeit, beruflicher Dequalifizierung und sozialem Abstieg zu rechnen haben, die nur niedrige Bildungsabschlüsse vorzuweisen haben.“

Dies gilt analog auch für bestimmte Hochschulabschlüsse (siehe Überakademisierung).

## Ländervergleiche

### Deutschland
Ulrich Beck hat 1986 in seinem Buch Risikogesellschaft darauf hingewiesen, dass der Trend zu höheren Bildungsabschlüssen im Nachkriegsdeutschland nicht zu einer Erhöhung der Berufschancen für alle Gesellschaftsgruppen geführt hat, sondern dass sich die Wahrscheinlichkeit des Zugangs zu statushöheren Positionen erheblich verschlechtert hat.

### Frankreich
Hier wurde beobachtet, dass die Bildungsreform in Frankreich zwar die Zugänge benachteiligter Bevölkerungsgruppen zu höheren Bildungsabschlüssen verbessert hatte und mehr Personen dieser Bevölkerungsgruppen höhere Abschlüsse erlangten, dass sich aber deren berufliche Chancen nicht verbesserten.

## Erklärende Thesen
Der Soziologe Pierre Bourdieu erklärt den Effekt damit, dass die ökonomisch und kulturell herrschenden Klassen ein Interesse daran hätten, den Zugang zum Erfolg zu erschweren. Für ihn sind Bestandteile eines sogenannten „vererbten kulturellen Kapitals“ wie Geschmacksausprägung, Habitus, Stil usw. wichtiger.
Der Soziologe Ulrich Beck begründet das Auftreten eines Bildungsparadoxon damit, dass aufgrund der Bildungsexpansion das Bildungssystem seine  statusverteilende Funktion verliere. Nach Beck übernehmen andere Kriterien die statusverteilende Funktion: beispielhaft werden persönliches Auftreten, Beziehungen und Netzwerke, Eloquenz und Loyalität genannt. Diese Kriterien sind laut Beck ebenfalls nicht gleichmäßig verteilt und führten so zu dem Effekt des Bildungsparadoxons.
Der Erziehungswissenschaftler Rudolf Tippelt weist darauf hin, dass „die kulturelle Herkunft, die Größe des elterlichen Haushalts, die sozioökonomischen Verhältnisse, das soziale Geflecht im Familien- und Bekanntenkreis und die Nachbarschaft, das Wohnumfeld sowie geschlechtsspezifische Faktoren“ die Bildungsmotivation und die Bildungsvoraussetzungen" beeinflussten. Insbesondere auf die informelle Bildung außerhalb der Schulinstitution hätten soziale und familiäre Bedingungen einen großen Einfluss.
Darüber hinaus ist vermutet worden, dass das Bildungsparadoxon nur auftritt, wenn geburtenstarke Jahrgänge betrachtet werden.

## Bildung und Bildungsabschlüsse als notwendige Bedingungen
In der Diskussion ist wiederholt darauf hingewiesen worden, dass das Bildungsparadox Bildungsabschlüsse nicht überflüssig macht. Ihre Erlangung reicht nicht mehr dazu aus, bestimmte Positionen zu erreichen, ihr „Besitz“ wird aber für das Innehaben der jeweiligen Position selbst notwendig.

## Bildungsparadox und Chancengleichheit
Als Konsequenz des Bildungsparadoxes ist darauf hingewiesen worden, dass Chancengleichheit (im Sinne gleich verteilter Chancen, zu einem bestimmten Bildungsabschluss zu kommen) nicht automatisch zu Gleichheit (im Sinne von gleichem beruflichem Erfolg) führt.
Helmut Heid zieht aus seinen diesbezüglichen Analysen den Schluss, dass die Chancengleichheit eine Voraussetzung für Herstellung von Ungleichheit und deren Legitimation darstellt. Die idealistische Forderung nach Chancengleichheit im Zusammenhang mit mehr höheren Bildungsabschlüssen beruht auf einem Ideal von Gleichheit, das die Notwendigkeit der Ungleichheit als vorausgesetztes Ergebnis ebendieser Konkurrenz assimiliert und ignoriert. Er argumentiert, solange es nicht mehr Arbeitsstellen gebe, sänken mit einem Anstieg des Bildungsniveaus die Chancen, eine dem Bildungsniveau entsprechende Stelle zu bekommen.